# Kal, Kolovrat
Kal (izgovarjava [ˈkaːl]) je nekdanja vas v osrednji Sloveniji v občini Zagorje ob Savi. Danes je del Kolovrata. Leži na Gorenjskem in je del Zasavske statistične regije.
Kal stoji jugozahodno od središča Kolovrata pod južnim pobočjem Kala (682 m). Ime Kal pomeni 'ribnik' in se nanaša na lokalno geografsko značilnost.
Kal je bil leta 1953 priključen Kolovratu in s tem izgubil status samostojnega naselja.